# Lasionota aonikenk
Lasionota aonikenk – gatunek chrząszcza z rodziny bogatkowatych i podrodziny Buprestinae.

## Taksonomia
Gatunek ten opisany został po raz pierwszy w 2020 roku przez Mauricia Cid-Arcos i Juana F. Campodonico na łamach „Acta Entomologica Musei Nationalis Pragae”. Jako miejsce typowe wskazano Chile Chico w regionie Aysén południowego Chile. Epitet gatunkowy nadano na cześć grupy etnicznej Aónikenk, zamieszkującej Patagonię.

## Morfologia
Samce osiągają do 8 do 11,9 mm długości i od 2,5 do 4,2 mm szerokości, zaś samice od 9,1 do 13,7 mm długości i od 3,2 do 5,1 mm szerokości ciała. Głowa jest gęsto i regularnie punktowana, długo, stercząco, złociście owłosiona, o niewyłupiastych oczach złożonych i z płytkim wciskiem między nimi. Czułki porośnięte są przeciętnie długimi, półwzniesionymi szczecinkami i mają człony od czwartego wzwyż piłkowane i zaopatrzone w dołki zmysłowe, a człony od piątego do dziesiątego szersze niż dłuższe. Wyraźnie szersze niż dłuższe przedplecze jest porośnięte gęstymi, półwzniesionymi, złocistymi włoskami, gęsto i bezładnie punktowane. Boki wierzchu przedplecza i jego podgięcia są jaskrawo żółte z wyjątkiem metalicznie niebieskiej podstawy. Kąty tylne przedplecza są tępo wystające, a przed krawędziami bocznymi leży para płytkich wcisków. Sercowata tarczka jest metalicznie niebieska. Na niebieskoczarnych lub zielonkawoczarnych pokrywach widnieją cztery szerokie, poprzeczne przepaski pomarańczowożółte, z których tylko pierwsza dochodzi do ich szwu; przepaski od pierwszej do trzeciej łączyć się mogą w różnych kombinacjach wzdłuż krawędzi bocznych pokryw, a przepaska pierwsza i druga łączyć się mogą także na dysku, wygradzając parę plamek, wyjątkowo pojawia się przedszwowe połączenie przepaski trzeciej i czwartej. Na szczycie pokryw występuje od jednego do pięciu ząbków przywierzchołkowych. Przedpiersie i spód odwłoka mają barwę metalicznie błękitną. Ostatni z widocznych sternitów u samicy ma krawędź tylną półokrągłą, u samca zaś pośrodku wciętą. Genitalia samca cechują się rurkowatym edeagusem o szerokim płacie środkowym i przedwierzchołkowo rozszerzonych, zaopatrzony w podłużne, ciągnące się od nasady silne wciski paramerach. Samica ma woreczkowate pokładełko z zakrzywioną i gęsto porośniętą szczecinkami krawędzią grzbietowo-odsiebną.

## Ekologia i występowanie
Owad neotropikalny, endemiczny dla Chile, znany tylko z miejsca typowego. Zasiedla stepowe rejony Patagonii.